# Ур-дукуга
Ур-дукуга — цар Ісіна у другій половині XIX століття до н. е.

## Правління
Наразі походження Ур-дукуги не з'ясовано. Імовірно, що за часів його правління видатних подій не було, й царювання його було не тривалим. Він був сучасником Варад-Сіна, царя Ларси й Апіль-Сіна, царя Вавилона.
Ур-дукуга відродив культ Дагана, бога середнього Євфрату, який, можливо, був запроваджений ще засновником династії, Ішбі-Еррою. Опікувався храмами Ніппура.